# Radek Houser
Radek Houser (Třebíč, 2 luglio 1996) è uno snowboarder ed ex calciatore ceco, specializzato nello snowboard cross.

## Biografia
Radek Houser è nato a Třebíč, dove è cresciuto agonisticamente nelle squadre di calcio della cittadina, oltre a imparare a sciare con il padre che è maestro di sci. All’età di circa 21 anni divenne un calciatore semiprofessionista arrivando a giocare nella Moravskoslezská fotbalová liga, la terza divisione del Campionato ceco di calcio. Dal 2017 è attivo in gare FIS di snowboard cross e ha esordito in Coppa del Mondo il 18 febbraio 2021, giungendo 42º a Reiteralm. Il 23 marzo 2024 ha ottenuto il suo primo podio nel massimo circuito, chiudendo 3º a Mont-Sainte-Anne.

## Palmarès

### Coppa del Mondo
- Miglior piazzamento nella Coppa del Mondo di snowboard cross: 28º nel 2024
- 1 podo:
  - 1 terzo posto